# Ordonnances sous la présidence de Georges Pompidou
Les ordonnances sous la présidence de Georges Pompidou sont l'ensemble des ordonnances signées par le Président de la République Georges Pompidou durant sa présidence. Les ordonnances, qui sont des mesures prises par le gouvernement dans des domaines qui relèvent normalement du domaine de la loi, sont permises par une procédure législative spécifique prévue par l'article 38.

## Liste
| Numérotation | Titre                                                                                  | Sujet                                                                                             | Ministère               | Date de signature |
| ------------ | -------------------------------------------------------------------------------------- | ------------------------------------------------------------------------------------------------- | ----------------------- | ----------------- |
| 1            | Ordonnance modifiant la loi n° 66-537 du 24 juillet 1966 sur les sociétés commerciales | Modification du droit relatif aux entreprises, et notamment les sociétés à responsabilité limitée | Ministère de la Justice | 20 décembre 1969  |

## Analyse
Le président Pompidou est le président de la Cinquième République qui a le moins utilisé les ordonnances, tant en valeur absolue que relative. Avec une unique ordonnance, il a publié l'équivalent de 0,02 ordonnance par mois au pouvoir. Il est suivi de son successeur Valéry Giscard d'Estaing, qui, avec dix-sept ordonnances, en a publié l'équivalent de 0,2 par mois. 